# Yannick Yankam
Yannick Yankam (Qormi, 12 de diciembre de 1997) es un futbolista maltés que juega en la demarcación de centrocampista para el Lexington S. C. de la USL League One.

## Selección nacional
Hizo su debut con la selección de fútbol de Malta en un partido de clasificación para la Eurocopa 2024 contra Macedonia del Norte que finalizó con un resultado de 2-1 tras los goles de Eljif Elmas y Darko Churlinov para el combinado macedonio, y del propio Yankam para Malta.

## Clubes
| Club            | País           | Año       | Partidos | Goles |
| --------------- | -------------- | --------- | -------- | ----- |
| Qormi FC        | Malta          | 2015-2019 | 94       | 9     |
| Birkirkara FC   | Malta          | 2019-2023 | 88       | 13    |
| Lexington S. C. | Estados Unidos | 2024-     | 14       | 2     |